# ツァガンテギア
ツァガンテギア(Tsagantegia)は中生代白亜紀後期（約7,400万 - 6,700万年前）のモンゴルに生息した植物食恐竜の属の一つ。鳥盤目 - 曲竜下目 - アンキロサウルス科に属する。
属名は「ツァガン・テグ（モンゴルの地名）のもの」の意。

## 特徴
タラルルスやシャモサウルスに似ているが、体型はよくわかっていない。頭骨は平たくて長く、口先の幅は広いという進歩的な特徴を持っている。目の周りの骨が、輪のように盛り上がっているのも特徴である。
体長は約4ｍとみられている。